# Franz de Paula Tomicich
Franz de Paula Tomicich, né le 4 avril 1729 et mort après 1785, est un théologien autrichien. Franz de Paula est son prénom.

## Biographie
Franz de Paula Tomicich naît le 4 avril 1729. Il étudie la philosophie et la théologie et obtient un doctorat dans ces deux disciplines. Il est professeur de droit canonique à l'université de Graz et directeur de la bibliothèque de l'université de Graz de 1778 à 1783, succédant à Richard Tecker. De 1784 à 1785, il est recteur du lyzeum, dans lequel l'Université de Graz a été transformée en 1782. Il est un fervent partisan des réformes de l'empereur Joseph II dans la sphère ecclésiastique. 

## Œuvres
- Dissertatio critica de cathedra romana Petri. 1760[1].
- Breves notitiae ad rectam animarum directionem. Versio[1].
- Dissertatio perutilis Francisci a Puteo cum notis. Versio. 1767[1].
- De fontibus theologicae jure ecclesiastico quoad jus particulare Austriae. 1773[1].
- Synopsis doctrinae quoad jus germanicum Germaniae proprium. 1774[2].